# Gustav Stein (Politiker, 1903)
Gustav Stein (* 19. April 1903 in Duisburg; † 21. Oktober 1979 in Lüneburg) war ein deutscher Jurist und Politiker (CDU).

## Leben
Nach dem Abitur 1922 absolvierte Stein zunächst eine kaufmännische Lehre. Anschließend nahm er ein Studium der Rechts- und Staatswissenschaften an der Eberhard-Karls-Universität auf. 1924 wurde er Mitglied des Corps Rhenania Tübingen. Als Inaktiver wechselte er an die Westfälische Wilhelms-Universität und die Universität zu Köln. Das Referendarexamen bestand er 1929 in Münster. Er bestand 1933 die Assessorprüfung und kam nach Duisburg. 1934 wurde er als Rechtsanwalt beim Oberlandesgericht Köln zugelassen. Von 1939 bis 1945 war er Prokurist in einer pharmazeutischen Fabrik. Stein war nach dem Zweiten Weltkrieg als Rechtsanwalt in Honrath tätig und wurde 1945 von den britischen Besatzungsbehörden mit der Gründung des Verbandes der Chemischen Industrie in der Nordrheinprovinz beauftragt. Ab 1946 war er Geschäftsführer des Wirtschaftsverbandes der Chemischen Industrie im Britischen Kontrollgebiet, für den er ab 1948 auch als Justitiar diente. Er war ab 1949 stellvertretender Hauptgeschäftsführer des Bundesverbandes der Deutschen Industrie (BDI). Er wurde 1957 Hauptgeschäftsführer und gehörte dem Präsidium des Verbandes an, ab 1963 zunächst als geschäftsführendes, ab 1968 dann als beratendes Präsidialmitglied. Er initiierte und gründete den Kulturkreis im BDI. Die Kunstakademie Düsseldorf ernannte ihn zum Professor für Soziologie der Kunst. Stein war Gründungsmitglied der Staatsbürgerlichen Vereinigung und Vorstandsmitglied des Internationalen Design Zentrums Berlin.
Verheiratet war er seit 1933 mit Ruth Immelen aus Köln. Als sie 1975 gestorben war, heiratete er Anni Pinner aus Köln.

## Politik
Stein war bis 1933 Vorstandsmitglied der Deutsche Staatspartei (DStP). Anfang der 1930er-Jahre unternahm er mit Josef Winschuh im Februar-Club den Versuch einer Sammlung der bürgerlichen Mitte. Zum 1. Mai 1933 trat er der NSDAP bei (Mitgliedsnummer 2.253.697). 1950 trat er in die Christlich Demokratische Union Deutschlands ein.
Stein gehörte dem Deutschen Bundestag von 1961 bis 1972 an. Er war in der vierten Wahlperiode (1961–1965) über die Landesliste Nordrhein-Westfalen ins Parlament eingezogen. In der fünften und sechsten Wahlperiode vertrat er im Bundestag den Wahlkreis Oberbergischer Kreis – Siegkreis II. Von 1969 bis 1972 war er stellvertretender Vorsitzender des Bundestagsausschusses für Wirtschaft.

## Ehrungen
- Bayerischer Verdienstorden (1964)
- Albertus-Magnus-Medaille, Stadt Regensburg (1967)
- Ritter des Silvesterordens[2]
- Großes Bundesverdienstkreuz mit Stern (1969)[2]
- Freiherr-vom-Stein-Medaille in Gold[2]